# The Kagas
The Kagas fue un grupo español de punk procedente del País Vasco.
Se formó en 2002 como un proyecto puntual de Johnny Thorpen (Evaristo, de La Polla Records), Cebo Jones (Jon Zubiaga, de Kañería 13), Marc Lapatta (Yul, de RIP) y Marik Only (Txerra, de RIP). Solo llevaron a cabo tres únicos conciertos durante su breve período de actividad.
Realizaron una campaña de promoción en formato de conciertos de reunión. Decían que The Kagas era un antiguo grupo neozelandés, de hijos de emigrantes vascos, que editó un puñado de sencillos entre 1962 y 1978. El grupo se volvía a juntar para dar tres conciertos en Navarra, Guipúzcoa y Barcelona, para promocionar un disco tributo de 19 bandas australianas. Por eso, Nuevos Héroes del Rock se editó como si fuese un disco de versiones en el que otros grupos tocaban las canciones de The Kagas. Así, en una entrevista declaraban «[El disco] Es una especie de labor social, con la que el famoso grupo The Kagas pretende acercar a Europa a los grupos más prometedores del panorama neozelandés. Así presta sus archiconocidas canciones para que las interpreten estas jóvenes promesas del Rock».

## Miembros
- Johnny Thorpen, con claro parecido a Johnny Rotten/John Lydon, miembro de Sex Pistols (Evaristo ex La Polla Records): voz, maracas y chapas.
- Cebo Jones, con claro parecido a Steve Jones, miembro de Sex Pistols (Jon, Kañeria 13): bajo y coros.
- Marc Lapatta (Yul, RIP): guitarra, boing y coros.
- Marik Only, con claro parecido a Jerry Only (Txerra, RIP): batería, percusión y coros.

## Discografía
- Nuevos Héroes del Rock (El Lokal/Potencial Hardcore, 2002). CD.